# Bignoux
Bignoux ist eine französische Gemeinde mit 1.083 Einwohnern (Stand: 1. Januar 2022) im Département Vienne in der Region Nouvelle-Aquitaine (vor 2016: Poitou-Charentes); sie gehört zum Arrondissement Poitiers und zum Kanton Chasseneuil-du-Poitou (bis 2015: Kanton Saint-Julien-l’Ars). Die Einwohner werden Bignolais genannt.

## Geographie
Bignoux liegt etwa acht Kilometer ostnordöstlich vom Stadtzentrum von Poitiers. Umgeben wird Bignoux von den Nachbargemeinden Montamisé im Norden und Nordwesten, Liniers im Osten und Nordosten, Lavoux im Osten, Sèvres-Anxaumont im Süden sowie Poitiers im Westen.

## Bevölkerungsentwicklung
| Jahr                      | 1962 | 1968 | 1975 | 1982 | 1990 | 1999 | 2006 | 2013 |
| Einwohner                 | 372  | 354  | 448  | 570  | 800  | 989  | 999  | 1043 |
| Quelle: Cassini und INSEE |      |      |      |      |      |      |      |      |

## Sehenswürdigkeiten
- Kirche Saint-Hilaire von 1890
- Schloss Les Martins
- Schloss Lirec
- Haus Champôt
- Herrenhaus La Grande Foyer aus dem 13. Jahrhundert

## Gemeindepartnerschaften
Mit der spanischen Gemeinde Ribamontán al Mar in Kantabrien besteht eine Partnerschaft.